# 亜原子粒子
亜原子粒子（あげんしりゅうし、英: subatomic particle）とは、物理学や化学において原子よりも小さい粒子である。亜原子粒子は核子や原子などを構成する。

亜原子粒子の階層

## 概要
亜原子粒子には次の二種類がある。
- それ以上小さな粒子によって構成されない素粒子（基本粒子）
- より小さな要素によって構成される複合粒子

素粒子物理学および原子核物理学は、これらの粒子およびその相互作用を研究する。
標準模型の素粒子の種類は、以下のとおりである:
- クォーク：アップ、ダウン、ボトム、トップ、ストレンジおよびチャーム
- レプトン：電子、電子ニュートリノ、ミュー粒子、ミューニュートリノ、タウ粒子、およびタウニュートリノ
- ゲージ粒子：電磁気力の光子、弱い力の3つのウィークボソン、および強い力の8つのグルーオン
- ヒッグス粒子

複合亜原子粒子（陽子や原子核など）は、二つ以上の素粒子の束縛状態である。例えば、陽子は二つのアップクォークと一つのダウンクォークから構成される。一方、ヘリウム4の原子核は二つの陽子と二つの中性子から構成される。複合粒子は、バリオン（陽子や中性子など）および 中間子（パイ中間子やK中間子など）から構成されるグループであるすべてのハドロンを含む。
現在までに、数百の亜原子粒子が知られている。その多くは宇宙線が物質と相互作用した結果、または粒子加速器中の散乱過程によって生成される。

### 一般書
- Feynman, R.P. & Weinberg, S. (1987) Elementary Particles and the Laws of Physics:  The 1986 Dirac Memorial Lectures. Cambridge Univ. Press.
- Brian Greene (1999). The Elegant Universe. W.W.Norton & Company. ISBN 0-393-05858-1
- Oerter, Robert (2006) The Theory of Almost Everything: The Standard Model, the Unsung Triumph of Modern Physics. Plume.
- Schumm, Bruce A. (2004) Deep Down Things: The Breathtaking Beauty of Particle Physics. Johns Hopkins Univ. Press. ISBN 0-8018-7971-X.
- Martinus Veltman (2003). Facts and Mysteries in Elementary Particle Physics. World Scientific. ISBN 981-238-149-X

### 教科書
- Coughlan, G. D., J. E. Dodd, and B. M. Gripaios (2006) The Ideas of Particle Physics: An Introduction for Scientists, 3rd ed. Cambridge Univ. Press. An undergraduate text for those not majoring in physics.
- Griffiths, David J. (1987). Introduction to Elementary Particles. Wiley, John & Sons, Inc. ISBN 0-471-60386-4
- Kane, Gordon L. (1987). Modern Elementary Particle Physics. Perseus Books. ISBN 0-201-11749-5